# 俠盜獵車手：罪惡城市
《侠盗猎车手：罪恶都市》（又译作，簡稱GTA: VC），由Rockstar公司於2002年開發，是一套以犯罪為主題的遊戲，首度推出PS2版，其後也推出Xbox及電腦（Windows）版，在PS2版推出10周年时发布IOS及Android版。

## 概述
本作是利用前一年发行的GTA III引擎制作的独立作品，引擎的机能在原作基础上得以改进，包括更详尽的车辆损坏系统，战术动作，更先进的光照系统和更多的可操作交通工具，比如摩托车，直升飞机和小型水上飞机等。因为利用现成引擎，这款游戏的开发周期出奇的短，仅为11个月，是GTA历史上开发周期最短的作品，却取得了空前的成功。
这是一款80年代主题游戏，充满了对当时各种美国时政、音乐和流行文化的再现。主人公汤米的故事大体是以80年代著名热血黑帮电影疤面煞星（Scarface）为蓝本。地点的设定和气氛设置则是极大模仿了80年代著名影视剧邁阿密風雲（Miami Vice），“罪恶城”本身就是以迈阿密为原型的翻版，从地理地形上，和迈阿密的相似度比前作“自由城”和纽约的相似度还要大的多。
开发经费的相当一部分花在了雇请大牌明星配音上。这些明星往往是80年代好莱坞黑帮电影的演员。汤米的配音是《四海好傢伙》（Goodfellas）的主角雷·李歐塔，配角兰斯的配音则是“罪恶迈阿密”演黑人探员的菲利浦·麥可·湯瑪斯。

## 故事情节
1971年，弗雷利（Foreili）家族头目桑尼（Sonny）要求成员湯米·維賽迪（Tommy Vercetti）去暗杀一个打算破坏弗雷利（Forelli）家族业务的、住在自由城（Liberty City，前作GTA3的地点）的哈伍德区的人。但当他到达哈伍德区时，他遭遇了11个杀手的伏击。汤米不得不杀死他们，最终被捕，面临了谋杀指控。他本来被判死刑，由于弗雷利家族的介入，他只蹲了15年的监狱。1986年，汤米刑满释放。桑尼想在罪惡都市（Vice City，以现实中迈阿密为原型）开展毒品生意，又不想亲自“淌浑水”，于是已被人淡忘的“哈伍德屠夫”汤米成了最佳人选。汤米带着钱和佛雷利的两个保镖，和罪恶都市的合法前台，神经质的律师肯·罗森博格（Ken Rosenburg）接头后，前往码头和当地的大毒贩万斯（Vance）兄弟交易，没想到风声走漏，交易被全副武装的不明人物打劫而中断，人员损失惨重，弗雷利的两个保镖和万斯兄弟的大哥維克托（前传作品“侠盗猎车手：罪恶都市傳奇”的主角）都被打死，汤米跳进肯的车中逃过一劫。
当桑尼通过电话得知交易失败，钱货两空的情况之后，怒不可遏，不是关心汤米的死活，而是责备他办事不力，并逼其偿还损失。汤米很气愤但也毫无办法，身无分文的他只能四处去凑钱并去调查抢劫毒品的元凶。在律师的帮助下，汤米参加了“上校”胡安·加西亞·科特斯（Juan Garcia Cortez，拉美阿根廷的军官，经营毒品生意）的遊艇派對，见到了罪恶都市的各界名流，原来他们都是在光鲜的外表下做着违法犯罪的勾当致富的。汤米在为上校工作的同时，也帮上校的各种黑道朋友做事挣钱。万斯兄弟中幸存的小弟兰斯（Lance）为了报仇，走上了同样的道路并成为汤米的好友和搭档。他们接洽了当地最大的毒枭，來自哥伦比亚的里卡多·迪亚兹（Ricardo Diaz）并获得此人的信任。
通过兰斯的调查，他们发现迪亚兹本人其实就对毒品抢劫嫌疑最大，这样一来，迪亚兹就是兰斯的杀兄仇人。脾气暴躁的兰斯没有克制，暴露了复仇心，被迪亚兹发觉并处以私刑。幸亏汤米及时从「消息灵通人士」，英国音乐人肯特·保罗（Kent Paul）处得知此事，营救出兰斯。两人决定先下手为强，干掉迪亚兹。他们用兰斯准备的M4突擊步槍突击迪亚兹的豪宅，将后者杀死。兰斯的大仇得报，汤米也接管下迪亚兹的产业并组织起自己的帮派。
崭露头角的汤米威信不足，于是他带着兰斯「敲山震虎」的开展了一系列收取保护费的「专项行动」，很快成了罪恶城里不可一世的头面人物。但他和兰斯的裂痕也悄然产生，原因是兰斯不甘只做汤米的小弟和打手，他经常遭到汤米的责骂，被斥为庸碌无能。汤米意气风发，在罪恶都市四处收购各种披着合法外衣的非法产业，从码头（接收走私毒品），夜总会（犯罪分子藏匿处），电影制片厂（生产色情电影）甚至印刷厂（专门制售假币）和出租車公司（於另一個出租車公司的生意抗爭），无所不包。越做越大的汤米自然引起了老大桑尼的注意，看到汤米不再有主动还帐的意思，桑尼开始派人去汤米的产业征收保护费，但人员都被汤米杀死，两人的冲突逐渐公开化。
桑尼决心亲自带人来到罪恶都市找汤米讨债，汤米用假钞厂刚印出的三百万美元高仿假钞意图蒙混桑尼，没想到兰斯此时背叛了汤米，投靠桑尼，并出卖了假钞的事情。桑尼决定除掉汤米，并透露说其实汤米当初获刑的真实原因正是他的陷害：原来他早就想把汤米灭口了，导致汤米1971年获刑的「屠杀案」真相其实是汤米出于自卫杀死了11个桑尼派来的打手。双方在别墅激战，汤米凭借高强的战斗力和积攒的重火力，消灭了兰斯，桑尼和其手下，坐稳了罪恶都市之王的位子，并任命律师罗森博格为其“事业”新的副手和合伙人。

## 评价
侠盗猎车手：罪恶都市发布后，受到评论家和游戏迷们的普遍好评。PS2版本的综合得分是95分（100满分），次年（2003年）在PC上的移植版本也被认为非常成功，平均得分与PS2版相差无几，达到94分，这几乎是完美而空前的。游戏被评为2002年度PS2平台最佳游戏，也是全世界销量最高的的电子游戏之一，历经数次再版，总共售出了1750万份正版拷贝。
绝大多数评论者都认为“罪恶都市”比起前作，同样广受好评的的GTA III是青出于蓝而胜于蓝。几大游戏评测网站如Gamespot, IGN的编辑都不约而同的认为，最大的提高在于比前作更生动的气氛，特别是能说善道个性十足的主角“汤米”大受好评，认为比前作的“哑巴克劳德”给人的印象深的多，剧中人物关系也总体更加紧密。另外就是对80年代气氛的还原塑造被认为非常成功，细节考究，真实感强，据制作人Dan Houser采访中说，这是因为制作组绝大多数成员出生于60 - 70年代，而80年代是对他们青年时代影响最深的年代，作为时代的亲历者，几乎所有人马都对80年代有着亲历的见解并投入了极大的感情。Game Informer的Mata Helgeson则认为任务的深度和趣味度比前作都有进步，故事情节一气呵成，连贯性非常好。

## 争议
除了对此类游戏情节暴力化的通泛指责，比如用電鋸杀人等血腥场面，更大的争议其实来自于游戏的种族主义成分，后来甚至上升到政治高度。游戏中有两个次要的帮派，分别被称为“古巴帮”和“海地帮”，都是移民组成的犯罪团体，这两帮派在主角的支持下互相火并，最后游戏中的“古巴人”甚至喊出了“Kill all Haitians”（杀光海地人）的口号。这个口号被认为有种族灭绝的嫌疑。海地人和古巴裔移民团体迅速注意到这些内容，并且在一些地区进行了游行抗议，认为游戏制造仇恨言論，极大伤害了两个群体的感情。事态迅速扩大，以至当时的纽约市长Michael Bloomberg在04年亲自威胁Rockstar要“走法律程序”，Rockstar迫于压力，公开道歉，并在再版中彻底删除了“杀光海地人”等内容，事态才逐渐平息。
另外，这款游戏常常被人和教唆青少年犯罪联系起来。2003年，18岁的恶少德文·摩尔杀害两名警官，他不讳招认动机和手法就是和“罪恶都市”学来的。后来2007年美一13岁少年Cody Posey被指杀害生父和义亲等多名亲属。据证人反映，此少年最大的嗜好就是近乎强迫的一遍遍玩“罪恶都市”，杀人手法也确和游戏中的大同小异。Rockstar遭到起诉，控方认为如果没有这款游戏，少年可能就不会产生杀人动机。但这个指控因证据不足败诉。

## 花絮
为了推广游戏，Rockstar作出一系列非传统的安排，巧妙的介绍游戏内容：注册了一系列网络域名和游戏中虚拟广告里提到的电话号码，分别以游戏登场人物视角和80年代为主题，起到增强游戏背景真实感和烘托气氛的作用。这些网站设有很多精巧的Flash互动内容，直到2020年底才由于Adobe Flash的废止而被撤下了。不过，有民间的爱好者对网站内容进行了存档 （页面存档备份，存于）并移植到现行的HTML5标准上。
1. “肯特保罗的80年代怀旧小站”
网站被塑造成登场人物“肯特保罗”于2002年（现实中的游戏发行年份，游戏故事发生后16年）开设的Blog类个人网站。其中谈到很多对于80年代风俗，饮食，历史，社会现象的回忆，也提及了很多游戏中的人物和事件，包括“86年度罪恶城市恶人榜”等。
2. 罪恶都市警察局虚拟之旅
这是一个纯粹的Flash互动页面，展示了1986年的罪恶都市警察局（VCPD）的一间办公室。访问者可与办公室内各种物品进行互动，游戏中的各种人物，车辆和武器资料，均以“警方档案”的形式进行简介。房间内还以一个极具80年代特色的收录机，提供游戏中电台和音乐节目的小样。值得注意的是，办公室的陈设和布置明显参考了80年代著名影视剧《Miami Vice》中两位警探主角的办公室。
3. Degenatron
这是一个虚构的爱好者网站：按照说明，这是2000年某爱好者追忆80年代游戏机“Degenatron”（实为游戏中杜撰的物品）开设的网站，“搜集了相关老游戏的Flash模拟器和当时广告”。GTA游戏中提到的虚构游戏如“Defender of Faith”，“Monkey's Paradise”和“Red Square Penetrator”确实在此网站可以运行。这些游戏都是80年代现实中Atari 2600游戏的翻版和效仿。
4. 电话
游戏中电台广告提到一些组织机构的电话号码，如Pastor Richard's Salvation Statue的募捐活动，Ammu-nation枪支店的电话号码等，都以1-866开头，酷似真实的美国电话号码（一般影视作品的虚构电话号码通常以1-555开头，以让观众知道是明显虚构的）。如果玩家拨打这些电话确实能打通，电话另一头是预设的录音电话，会对游戏内容进行推广并推销游戏。

## 外部連結
- 遊戲官方網站 （页面存档备份，存于）（英文）
- 俠盜獵車手：罪惡城市 （页面存档备份，存于） 在Grand Theft Wiki的主頁（英文）